# Campionati europei di atletica leggera 2024 - 200 metri piani maschili
La gara dei 200 metri piani maschili dei campionati europei di atletica leggera 2024 si è svolta tra il 9 e il 10 giugno allo Stadio Olimpico di Roma, in Italia.

## Podio
| Pos.    | Atleta              | Nazionalità | Tempo |
| ------- | ------------------- | ----------- | ----- |
| Oro     | Timothé Mumenthaler | Svizzera    | 20"28 |
| Argento | Filippo Tortu       | Italia      | 20"41 |
| Bronzo  | William Reais       | Svizzera    | 20"47 |

## Situazione pre-gara

### Record
Prima di questa competizione, il record del mondo, il record europeo e il record dei campionati erano i seguenti.
| Record                | Prestazione | Atleta                | Data e luogo                                 | Competizione              |
| --------------------- | ----------- | --------------------- | -------------------------------------------- | ------------------------- |
| Record mondiale       | 19"19       | Usain Bolt Giamaica   | 20 agosto 2009 Berlino, Germania             | Campionati del mondo 2009 |
| Record europeo        | 19"72       | Pietro Mennea Italia  | 12 settembre 1979 Città del Messico, Messico | X Universiade estiva      |
| Record dei campionati | 19"76       | Ramil Guliyev Turchia | 9 agosto 2018 Berlino, Germania              | Campionati europei 2018   |

### Campione in carica
Il campione europeo in carica era:
| Campione | Atleta                       | Prestazione | Data e luogo                              | Competizione            |
| -------- | ---------------------------- | ----------- | ----------------------------------------- | ----------------------- |
| Europeo  | Zharnel Hughes Gran Bretagna | 20"07       | 9 agosto 2022 Monaco di Baviera, Germania | Campionati europei 2022 |

### La stagione
Prima di questa gara, gli atleti con le migliori tre prestazioni europee dell'anno erano:
| Pos. | Atleta                       | Prestazione | Data e luogo                      |
| ---- | ---------------------------- | ----------- | --------------------------------- |
| 1    | Zharnel Hughes Gran Bretagna | 19"96       | 11 maggio 2024 Kingston, Giamaica |
| 2    | Pablo Mateo Francia          | 20"03       | 30 marzo 2024 Austin, Stati Uniti |
| 3    | Ryan Zeze Francia            | 20"18       | 30 marzo 2024 Austin, Stati Uniti |

## Risultati

### Batterie di qualificazione
Le batterie di qualificazione si sono tenute il 9 giugno a partire dalle ore 11:50.
Passano dalle batterie alle semifinali i primi dodici più veloci (q), inoltre accedono direttamente ai turni di semifinale, salvo rinuncia o mancata conferma alla partecipazione alla manifestazione, i 12 atleti che al 30 maggio hanno registrato le migliori prestazioni europee secondo la Road to Rome, insieme al possessore della Wild Card (campione europeo in carica).

#### Batteria 1
| Pos | Corsia | Atleta                | Nazionalità | Tempo | Note |
| --- | ------ | --------------------- | ----------- | ----- | ---- |
| 1   | 7      | Roko Farkaš           | Croazia     | 20"70 | q    |
| 2   | 5      | Gediminas Truskauskas | Lituania    | 20"78 | q    |
| 3   | 6      | Eduard Kubelík        | Rep. Ceca   | 20"91 | q    |
| 4   | 3      | Łukasz Żok            | Polonia     | 20"97 |      |
| 5   | 9      | Ioannis Kariofyllis   | Grecia      | 21"00 |      |
| 6   | 4      | Samuel Purola         | Finlandia   | 21"04 |      |
| 7   | 8      | Mathias Hove Johansen | Norvegia    | 21"21 |      |

#### Batteria 2
| Pos | Corsia | Atleta               | Nazionalità | Tempo | Note |
| --- | ------ | -------------------- | ----------- | ----- | ---- |
| 1   | 6      | Tomáš Němejc         | Rep. Ceca   | 20"54 | q    |
| 2   | 9      | Ramil Guliyev        | Turchia     | 20"66 | q    |
| 3   | 3      | Oskars Grava         | Lettonia    | 20"78 | q    |
| 4   | 5      | Albert Komański      | Polonia     | 20"81 | q    |
| 5   | 7      | Sotirios Gkaragkanis | Grecia      | 20"91 | q    |
| 6   | 2      | Linus Pihl           | Svezia      | 20"95 |      |
| 7   | 8      | Andrej Skočir        | Slovenia    | 21"08 |      |
| 8   | 4      | Ján Volko            | Slovacchia  | 21"09 |      |

#### Batteria 3
| Pos | Corsia | Atleta              | Nazionalità | Tempo | Note                                     |
| --- | ------ | ------------------- | ----------- | ----- | ---------------------------------------- |
| 1   | 9      | Felix Svensson      | Svizzera    | 20"52 | q                                        |
| 2   | 5      | Erik Erlandsson     | Svezia      | 20"55 | q                                        |
| 3   | 8      | Diego Pettorossi    | Italia      | 20"56 | q                                        |
| 4   | 3      | Mark Smyth          | Irlanda     | 20"93 | q                                        |
| 5   | 6      | Patryk Wykrota      | Polonia     | 20"97 |                                          |
| 6   | 7      | Zoltán Wahl         | Ungheria    | 21"05 | Miglior prestazione personale stagionale |
| -   | 4      | Viljami Kaasalainen | Finlandia   | dns   |                                          |

### Semifinali
Le semifinali si sono tenute il 9 giugno a partire dalle ore 21:39.
Passano alla finale i primi due atleti di ogni batteria (Q) e i successivi due atleti più veloci (q).

#### Semifinale 1
| Pos | Corsia | Atleta                | Nazionalità   | Tempo | Note                          |
| --- | ------ | --------------------- | ------------- | ----- | ----------------------------- |
| 1   | 6      | Joshua Hartmann       | Germania      | 20"38 | (.372) Q                      |
| 2   | 7      | Timothé Mumenthaler   | Svizzera      | 20"38 | (.374) Q                      |
| 3   | 4      | Jona Efoloko          | Gran Bretagna | 20"73 |                               |
| 4   | 3      | Gediminas Truskauskas | Lituania      | 20"86 |                               |
| 5   | 9      | Diego Pettorossi      | Italia        | 20"88 |                               |
| 6   | 5      | Linus Pihl            | Svezia        | 20"91 | Miglior prestazione personale |
| 7   | 2      | Sotirios Gkaragkanis  | Grecia        | 20"93 |                               |
| 8   | 8      | Taymir Burnet         | Paesi Bassi   | 21"02 |                               |

#### Semifinale 2
| Pos | Corsia | Atleta          | Nazionalità   | Tempo | Note      |
| --- | ------ | --------------- | ------------- | ----- | --------- |
| 1   | 7      | Pablo Mateo     | Francia       | 20"34 | Q         |
| 2   | 4      | Fausto Desalu   | Italia        | 20"39 | Q         |
| 3   | 6      | William Reais   | Svizzera      | 20"51 | q         |
| 4   | 9      | Tomáš Němejc    | Rep. Ceca     | 20"52 | (.517) q  |
| 5   | 5      | Erik Erlandsson | Svezia        | 20"52 | (.517) qR |
| 6   | 2      | Oskars Grava    | Lettonia      | 20"79 |           |
| 7   | 8      | Jeriel Quainoo  | Gran Bretagna | 20"81 |           |
| 8   | 3      | Ramil Guliyev   | Turchia       | 20"87 |           |

#### Semifinale 3
| Pos | Corsia | Atleta                  | Nazionalità | Tempo   | Note                                     |
| --- | ------ | ----------------------- | ----------- | ------- | ---------------------------------------- |
| 1   | 8      | Filippo Tortu           | Italia      | 20"14   | Q                                        |
| 2   | 9      | Blessing Akwasi Afrifah | Israele     | 20"46   | Q                                        |
| 3   | 6      | Ryan Zeze               | Francia     | 20"53   |                                          |
| 4   | 4      | Felix Svensson          | Svizzera    | 20"66   |                                          |
| 5   | 3      | Mark Smyth              | Irlanda     | 20"86   | Miglior prestazione personale stagionale |
| 6   | 7      | Ondřej Macík            | Rep. Ceca   | 20"89   |                                          |
| 7   | 2      | Roko Farkaš             | Croazia     | 20"95   |                                          |
| 8   | 5      | Albert Komański         | Polonia     | 1'05"76 |                                          |

### Finale
La finale si è tenuta il 10 giugno alle ore 22:50.
| Pos     | Corsia | Atleta              | Nazionalità | Tempo | Note                                            |
| ------- | ------ | ------------------- | ----------- | ----- | ----------------------------------------------- |
| Oro     | 9      | Timothé Mumenthaler | Svizzera    | 20"28 | Miglior prestazione europea stagionale under 23 |
| Argento | 6      | Filippo Tortu       | Italia      | 20"41 |                                                 |
| Bronzo  | 3      | William Reais       | Svizzera    | 20"47 |                                                 |
| 4       | 1      | Erik Erlandsson     | Svezia      | 20"57 |                                                 |
| 5       | 5      | Fausto Desalu       | Italia      | 20"59 |                                                 |
| 6       | 2      | Tomáš Němejc        | Rep. Ceca   | 20"91 |                                                 |
| 7       | 4      | Blessing Afrifah    | Israele     | 20"97 |                                                 |
| -       | 7      | Pablo Mateo         | Francia     | dq    | [ 3 ]                                           |
| -       | 8      | Joshua Hartmann     | Germania    | dq    | [ 4 ]                                           |